# Le Monde réel
Le Monde réel est un cycle romanesque écrit par Louis Aragon. Aragon évoque la France de la fin du XIXe siècle et de la première moitié du XXe siècle au travers de personnages issus de toutes les classes de la société que l'on retrouve d'un roman à l'autre. 

## Description
Le Monde réel comprend Les Cloches de Bâle,  Les Beaux Quartiers, Les Voyageurs de l'impériale, Aurélien et  Les Communistes.
Les trois premiers volumes reconstituent les facteurs sociaux, idéologiques et historiques qui ont conduit les différents individus qui composent la société à se retrouver pris dans la catastrophe de la Première Guerre mondiale. Les deux derniers réitèrent la méthode, mais cette fois pour la catastrophe "Vingt ans après" de la Seconde Guerre mondiale. L'œuvre tend à montrer que les mêmes erreurs, attitudes psychologiques et sociales ont répété la tragédie, en 14-18 et en 39-45. Chaque volume converge vers l'exposé de l'échec de la société bourgeoise, capitaliste et individualiste, et vers l'espoir d'un changement d'horizon proposé par la lutte communiste. Bien que très lucide et habile à présenter les rouages d'un monde, le discours et le but idéologique amènent l'auteur à commettre plusieurs malhonnêtetés au long de son œuvre (falsification d'une partie de l'histoire du mouvement anarchiste, marginalisation de celui-ci par rapport au pouvoir rassembleur des socialistes communisants, punition systématique de l'individualisme dans la fiction, présentation distanciée et dévalorisante de l'aventure surréaliste).[précision nécessaire]
Le cycle s'achève par un roman énorme et inachevé: Les Communistes, qui devait couvrir l'ensemble de la période 39-45, est interrompu au bout de six tomes et près de 1500 pages. Fatigue face à son projet romanesque trop ambitieux, limites du réalisme pour interpréter l'Histoire, ou découragement devant des réactions trop dogmatiques sur son travail, Aragon décide de clore sur cette impasse son cycle et de poursuivre ses réflexions, ses combats et ses questionnements par d'autres moyens. La suite de sa production romanesque prendra une forte inflexion moderniste. 
Des nombreux personnages présentés dans le cycle, plusieurs réapparaissent, passant du devant de la scène à la toile de fond en fonction de l'ouvrage.

### Les Cloches de Bâle, 1934.
- Wisner: patron des usines automobiles Wisner.
- Joseph Quesnel: un baron de la finance.
- Joris de Houten: intermédiaire d'affaires, financier hollandais, homme louche proche autant des services de police que des réseaux de trafics. Présenté comme "un homme de la coulisse", il fait le lien entre les industriels et les politiques de la IIIe République.
- Diane de Nettencourt: jeune femme issue d'une famille de la petite noblesse ruinée, elle permet à cette famille de retrouver son lustre en regrimpant les échelons sociaux via ses "fiancés" successifs. Elle finit par devenir la maîtresse officielle et entretenue de Wisner.
- Catherine Simonidzé: jeune fille caucasienne d'une famille entretenue par l'argent du pétrole de Bakou, elle suit tout un itinéraire intellectuel la menant du parasitisme bourgeois dans lequel elle est élevée à l'agitation anarchiste, avant de comprendre les enjeux réels de la révolution prolétarienne et de se rapprocher du mouvement socialiste.

### Les Beaux Quartiers, 1936, Prix Renaudot.

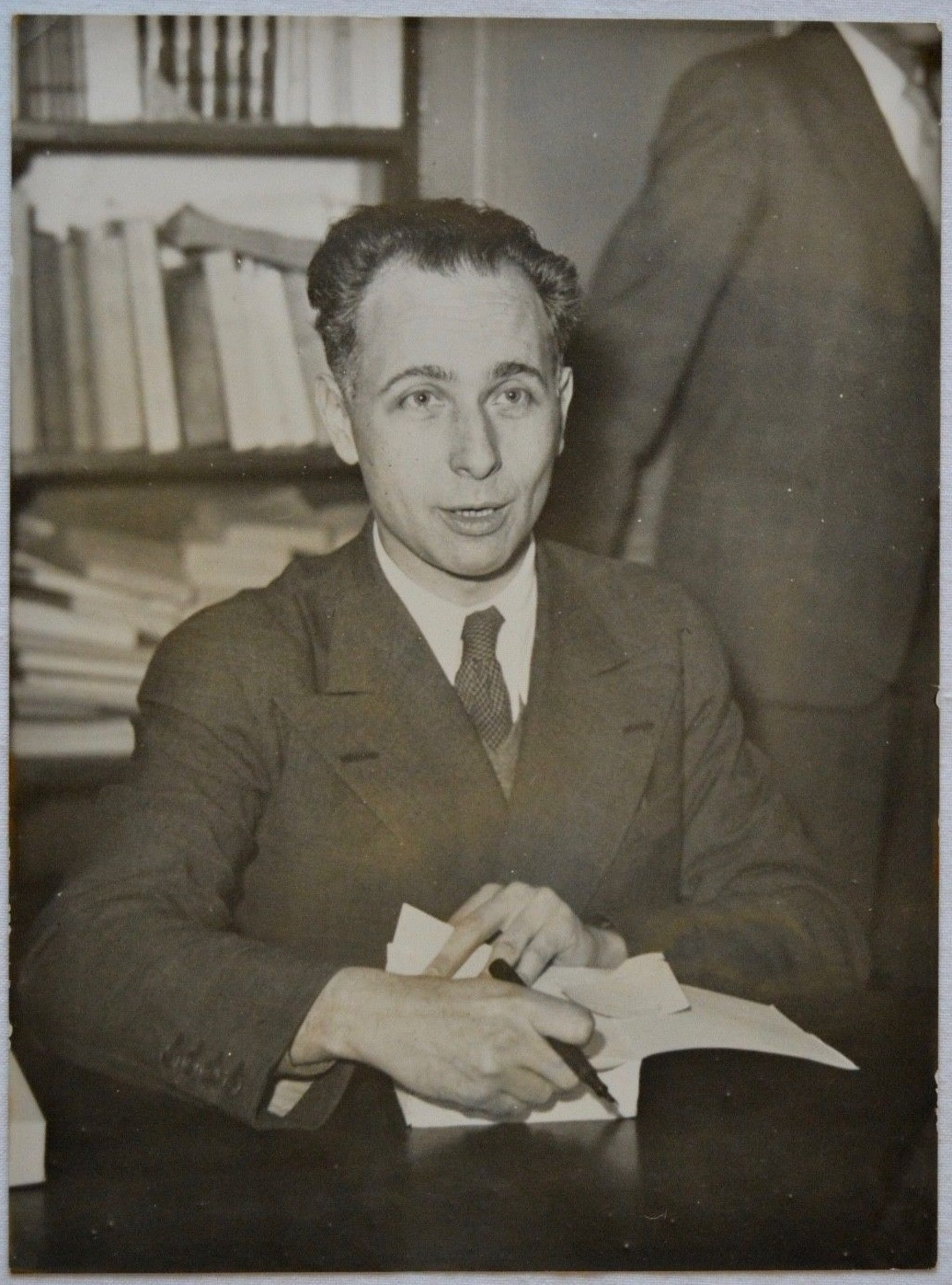
Louis Aragon dédicaçant Les Beaux Quartiers à l'occasion de la remise du prix Renaudot (9 décembre 1936).

- Edmond Barbentane: fils aîné du maire de Sérianne-le-Vieux, d'abord étudiant en médecine, il devient l'amant de Carlotta, elle-même amante de Joseph Quesnel, qui pour ne pas la perdre associe Edmond à ses affaires et le fait entrer dans le Paris mondain.
- Armand Barbentane: second fils du maire de Sérianne-le-Vieux, il emprunte un chemin opposé à celui de son frère et se rapproche du prolétariat en épousant sa condition.
- Carlotta: ancienne prostituée, elle est sortie du bordel par Joseph Quesnel qui en fait sa maîtresse, puis la partage avec Edmond Barbentane. Elle éprouve une passion pour Edmond et ne recule devant aucun sacrifice pour le sauver des griffes de la pègre.
- Joseph Quesnel: l'homme d'affaires, un peu vieilli et fatigué, trouve dans Carlotta l'amour qui lui a manqué toute sa vie durant.
- Joris de Houten: le financier qui a doublé Quesnel sur une affaire tente de redorer son blason en espionnant Carlotta, maîtresse de Quesnel, et en révélant à l'homme d'affaires sa liaison avec Edmond.
- Wisner: l'industriel de l'automobile joue de ses réseaux dans la politique française pour favoriser ses affaires: il est favorable à la loi de service militaire de trois ans, pousse à fermer les cercles de jeux de la capitale qui sont aux mains de ses adversaires politiques.
- Inspecteur Colombin: flic ripoux, sadique, il tire profit de sa position et du chantage pour forcer les femmes, il est à cheval entre le monde de la police et celui de la pègre.
- Leroy: croupier du cercle de jeu Le Passage-Club, compagnon de Jeanne Cartuywels.
- Jeanne Cartuywels: compagne de Leroy, elle subit les chantages de l'inspecteur Colombin qui la viole régulièrement et l'utilise pour se rapprocher de Carlotta.
- Grésandage: fonctionnaire médiocre et honnête, il vit une existence réglée auprès de son épouse, soupirant parfois au souvenir d'une jeunesse admirative de Rimbaud. Lié par amitié à Quesnel et Carlotta.

### Les Voyageurs de l'impériale, 1942.
- Pierre Mercadier: professeur d'histoire, assez velléitaire, il finit par fuir sa famille à la suite d'une aventure malheureuse avec une autre femme; il parcourt dès lors le monde en quête d'aventure, sans souci de son prochain. Exemple de l'individualiste brocardé par Aragon.
- Paulette Mercadier: femme de Pierre Mercadier, elle incarne la sottise, la médiocrité et l'autosatisfaction bourgeoise de la Belle-Époque.
- Pascal de Sainteville: oncle de Paulette Mercadier, il est le dernier descendant d'une noblesse ruinée; ce représentant de l'ancienne aristocratie est remplacé par les nouveaux maîtres de la société, les capitalistes: son château sera vendu au fondateur d'un sanatorium.
- Blanche Pailleron: jeune femme mariée venue en vacances au domaine de Sainteville, elle a une aventure avec Pierre Mercadier, puis rompt avec lui lorsque son enfant est mis en danger par leur relation.
- Meyer: professeur de mathématiques, collègue de Pierre Mercadier; juif, mélomane, il évolue timidement dans une France où monte l'antisémitisme; après la fuite mystérieuse de Pierre Mercadier, il voit en lui une sorte de Rimbaud et lui voue un culte.
- André Bellemine: jeune homme de lettres qui transforme Pierre Mercadier en personnage littéraire, en figure légendaire, et contribue à construire un mythe faux, lyrique, de l'individu.
- Dora: tenancière de bordel à Paris ("Les Hirondelles"), elle rencontre Pierre Mercadier, vieux, et fantasme une autre vie auprès de lui; puis elle le soigne après une crise, le recueille; son amour fou la rend mère, infirmière et épouse de Pierre paralytique.
- Jules: compagnon de Dora, il révèle par ses ambitions et ses vues sur la licence du bordel tout le système politique et marchand des maisons closes (appuis politiques, tendance à la gestion capitalistique, formation de compagnies). On retrouve ainsi le lien souvent mis à jour par Aragon entre le monde politique, le monde des affaires, et la pègre.

### Aurélien, 1944.
- Aurélien Leurtillois: ancien soldat de 14, jeune oisif, Aurélien traîne son mal-être dans le Paris des années folles. Il tombe amoureux de Bérénice, mais ne sachant dépasser son mode de vie bourgeois pour entrer dans le réel des conflits de l'époque, il perd Bérénice.
- Charles Roussel: couturier à la mode, inspiré de Jacques Doucet. Déjà évoqué dans Les Cloches de Bâle et Les Beaux quartiers.